# Rodolfo Armas Merino
Rodolfo Armas Merino (Santiago, 1936) es un reconocido médico chileno, galardonado en 2010 con el Premio nacional de Medicina.
Se tituló en la Universidad de Chile en 1960, y actualmente es especialista en medicina interna y gastroenterología.
Luego de una destacada labor en investigación, docencia y organizaciones médicas, como la Sociedad Médica de Santiago y la Sociedad Chilena de Gastroenterología, fue distinguido con el título de Maestro de la Medicina Interna en 2010. 

## Biografía
Hijo de Violeta Merino y del médico Rodolfo Armas Cruz, destacado tanto en Chile como en Latinoamérica, fue el primer médico en recibir la distinción de Maestro de la Medicina Interna, el año 1981 por la Sociedad chilena de medicina interna.
Rodolfo Armas Merino cursa sus estudios secundarios en el colegio Saint George donde hoy figura como uno de los alumnos destacados. Al terminar el periodo escolar, ingresa a la escuela de medicina de la Universidad de Chile, de la cual egresa titulado como Médico Cirujano en 1960. Ese mismo año y hasta 1965 cursa en la misma casa de estudios la especialidad médica de Medicina Interna, cumpliendo la residencia en el hospital San Juan de Dios, como becario del ministerio de salud.
Durante los años 1966 y 1967 cursa el postítulo de Hepatología en el Royal Free Hospital de Londres. Así como estadías de perfeccionamiento en centros universitarios de Nueva Jersey, Los Ángeles y Ciudad de México.
La mayor parte de su extensa carrera profesional y académica la desarrolla en el Hospital San Juan de Dios y el Campus Occidente de la Facultad de Medicina de la Universidad de Chile, casa de estudios en la que alcanzó el cargo de Profesor Titular gracias a su destacada actividad tanto como docente de pre y posgrado así como por su participación en investigación clínica.
Los campos; docencia presencial, administración académica e investigación clínica son los que Rodolfo Armas Moreno ha desarrolló a lo largo de su carrera profesional.
En administración académica, en el Campus Occidente de la Facultad de Medicina de la Universidad de Chile entre los años 1970 y 1994 fue miembro del Consejo Normativo, Secretario de Estudios, Presidente de la Comisión de Docencia, y Director del Departamento de Medicina. También fue miembro del Consejo Superior de Desarrollo Tecnológico, del Consejo Asesor de CONICYT, de Comités en el Fondo Nacional de Investigación Científica y Tecnológica(FONDECYT) así como de la Comisión Nacional de Acreditación de Pregrado (CONAP).
A lo largo de su trayectoria ha participado y dirigido importantes sociedades médicas como la Sociedad Médica de Santiago, Comisión Nacional Autónoma de Certificación de Especialidades Médicas        (CONACEM), Sociedad Chilena de Gastroenterología; siendo también Gobernador del Capítulo Chileno del American College of Physicians (1996-2000), Presidente fundador de la Asociación de Sociedades Científicas Médicas de Chile (ASOCIMED); Vicepresidente del Fondo Nacional de Investigación en Salud (FONIS), miembro del Consejo Superior de Desarrollo Tecnológico, del Consejo Asesor de CONICYT (1994) y Secretario de la Academia Chilena.
En la investigación clínica destaca como pionero en Chile en trabajos sobre Porfiria y afecciones crónicas no alcohólicas del hígado, con numerosas publicaciones sobre estos temas, entre las que se encuentran cuatro libros sobre gastroenterología y hepatología: "Progresos en Hepatología", "Avances en Gastroenterología", "Hígado, vías biliares y páncreas" y "Enfermedades hepáticas crónicas no alcohólicas", además de su autoría en numerosos capítulos de diversas obras. Gracias a lo anterior recibió siete premios por sus trabajos de investigación y el Premio Rodolfo Armas Cruz de Educación Médica otorgado por el Colegio Médico de Chile.
Actualmente es Socio Honorario de la Sociedad Médica de Santiago desde el año 1988, miembro de la Academia Chilena de Medicina desde 1989, miembro Honorario de la Sociedad Chilena de Gastroenterología desde el año 1998 y Master del American College of Physicians desde el año 2001.
Los últimos reconocimientos que obtuvo datan del año 2010 cuando recibió primeramente
por los médicos de la Sociedad Médica de Santiago en conjunto con los de la Sociedad chilena el título de Maestro de la Medicina Interna y meses después, en abril, el Premio Nacional de Medicina.

## Cargos
- Consejero Regional (región metropolitana) del Colegio Médico de Chile (1969-1973).

- Consejero Nacional del Colegio Médico de Chile (1973-1975).

- Presidente de la Sociedad Médica de Santiago (1981-1983).

- Director del Departamento de Medicina Occidente de la Universidad de Chile (1986-1994).

- Presidente de la Comisión Nacional Autónoma de Certifcación de Especialidades Médicas (1987-1994).

- Miembro del Consejo Superior de Desarrollo Tecnológico y del Consejo Asesor de CONICYT (1994).

- Presidente de la Sociedad Chilena de Gastroenterología (1990-1995).

- Gobernador del Capítulo Chile del American College of Physicians (1996-2000).

- Presidente Fundador de la Asociación de Sociedades Científicas Médicas de Chile.

- Vicepresidente del Fondo Nacional de Investigación y desarrollo en Salud(FONIS).

- Secretario Académico de la Academia Chilena de Medicina (2008).

## Premios y reconocimientos
- A lo largo de su trayectoria ha sido reconocido con siete premios por sus trabajos de investigación.[4]

- En 1988 recibió el Premio Rodolfo Armas Cruz de Educación Médica, otorgado por el Colegio Médico de Chile.

- En el año 2010 los médicos de la Sociedad Médica de Santiago en conjunto con los de la Sociedad chilena de Medicina interna lo distinguen con el título de Maestro de la Medicina Interna.

- En abril de 2010 Rodolfo Armas Merino es reconocido con el Premio Nacional de Medicina.